# Drosophila longicrinis
Drosophila longicrinis este o specie de muște din genul Drosophila, familia Drosophilidae, descrisă de Lachaise și Chassagnard în anul 2002.
Este endemică în Kenya. Conform Catalogue of Life specia Drosophila longicrinis nu are subspecii cunoscute.